# SPD Saarland
Die SPD Saarland (auch Saar SPD genannt) ist der saarländische Landesverband der SPD.
Die Vorsitzende der Landespartei ist seit März 2018 Anke Rehlinger, stellvertretende Vorsitzende sind seit dem Landesparteitag im November 2021 Pascal Arweiler, Josephine Ortleb, Jörg Aumann und Anne Yliniva-Hoffmann. Generalsekretär ist Esra Limbacher, Schatzmeister Georg Rase.

## Geschichte
Die SPD Saarland ging 1956 aus der Deutschen Sozialdemokratischen Partei und der Sozialdemokratischen Partei des Saarlandes hervor.
Sie war von 1957 bis 1961 Regierungspartei in CDU-geführten Kabinetten (Reinert I, Reinert II und Röder I). 1961 bis 1985 war die SPD in der Opposition.
Von 1985 bis 1999 hatte die SPD eine Mehrheit der Abgeordneten im Landtag. Von 1985 bis November 1998 war Oskar Lafontaine saarländischer Ministerpräsident; Reinhard Klimmt wurde sein Nachfolger. Bei der Landtagswahl am 5. September 1999 verlor die SPD ihre Mehrheit. Bei der Wahl am 5. September 2004 schnitt sie schwach ab, ebenso bei der Wahl am 30. August 2009.
2012 wurde die SPD Saar Juniorpartner einer Großen Koalition unter Ministerpräsidentin Annegret Kramp-Karrenbauer. Bei der darauffolgenden Landtagswahl 2022 erreichte die SPD 43,5 % der abgegebenen Stimmen und gewann mit 29 von 51 Sitzen im Landtag die absolute Mehrheit. Anschließend wurde eine SPD-Alleinregierung unter Ministerpräsidentin Anke Rehlinger gebildet (Kabinett Rehlinger).

## Landtagswahlergebnisse
| Wahl | Stimmen | Anteil | Veränd. (in %p) | Sitze | Spitzenkandidat/in | Resultat                                                                       |
| ---- | ------- | ------ | --------------- | ----- | ------------------ | ------------------------------------------------------------------------------ |
| 1960 | 159.698 | 30,0 % | +9,9            | 16    |                    | Schwarz-Gelbe Koalition, Kabinett Röder II                                     |
| 1965 | 241.954 | 40,7 % | +10,7           | 21    | Kurt Conrad        | Schwarz-Gelbe Koalition, Kabinett Röder III                                    |
| 1970 | 262.492 | 40,8 % | +0,1            | 23    | Kurt Conrad        | CDU-Alleinregierung, Kabinett Röder IV                                         |
| 1975 | 295.406 | 41,8 % | +1,0            | 22    | Friedel Läpple     | Schwarz-Gelbe Koalition, Kabinett Röder V, Kabinett Röder VI, Kabinett Zeyer I |
| 1980 | 315.432 | 45,4 % | +3,6            | 24    | Oskar Lafontaine   | Schwarz-Gelbe Koalition, Kabinett Zeyer II und III                             |
| 1985 | 346.595 | 49,2 % | +3,8            | 26    | Oskar Lafontaine   | SPD-Alleinregierung, Kabinett Lafontaine I                                     |
| 1990 | 377.502 | 54,4 % | +5,2            | 30    | Oskar Lafontaine   | SPD-Alleinregierung, Kabinett Lafontaine II                                    |
| 1994 | 340.091 | 49,4 % | −5,0            | 27    | Oskar Lafontaine   | SPD-Alleinregierung, Kabinett Lafontaine III und Kabinett Klimmt               |
| 1999 | 247.311 | 44,4 % | −5,0            | 25    | Reinhard Klimmt    | CDU-Alleinregierung, Kabinett Müller I                                         |
| 2004 | 136.224 | 30,8 % | −13,6           | 18    | Heiko Maas         | CDU-Alleinregierung, Kabinett Müller II                                        |
| 2009 | 131.241 | 24,5 % | −6,3            | 13    | Heiko Maas         | Jamaika-Koalition, Kabinett Müller III, Kabinett Kramp-Karrenbauer I           |
| 2012 | 147.170 | 30,6 % | +6,1            | 17    | Heiko Maas         | Große Koalition (Kabinett Kramp-Karrenbauer II)                                |
| 2017 | 158.057 | 29,6 % | −1,0            | 17    | Anke Rehlinger     | Große Koalition (Kabinett Kramp-Karrenbauer III), Kabinett Hans                |
| 2022 | 196.799 | 43,5 % | +13,9           | 29    | Anke Rehlinger     | SPD-Alleinregierung, Kabinett Rehlinger                                        |

## Landtagsfraktion
Der SPD-Landtagsfraktion gehören seit der Landtagswahl am 27. März 2022 29 Abgeordnete an. Fraktionsvorsitzender ist Ulrich Commerçon.

### Ehemalige Fraktionsvorsitzende
| Amtszeit  | Fraktionsvorsitzender |
| --------- | --------------------- |
| 1955–1961 | Friedrich Regitz      |
| 1961–1970 | Kurt Conrad           |
| 1970–1971 | Friedrich Regitz      |
| 1971–1973 | Kurt Conrad           |
| 1973–1985 | Friedel Läpple        |
| 1985–1998 | Reinhard Klimmt       |
| 1998–1999 | Rainer Tabillion      |
| 1999–2012 | Heiko Maas            |
| 2012–2019 | Stefan Pauluhn        |
| seit 2019 | Ulrich Commerçon      |

## Landesvorsitzende
- 1955–1970: Kurt Conrad
- 1970–1977: Friedel Läpple
- 1977–1996: Oskar Lafontaine
- 1996–2000: Reinhard Klimmt
- 2000–2018: Heiko Maas
- seit 2018: Anke Rehlinger

## Saarländische Abgeordnete der SPD im Bundestag
- seit 2017: Josephine Ortleb
- seit 2021: Esra Limbacher

## Ehemalige saarländische Abgeordnete der SPD im Bundestag
- 1957: Hans-Peter Will (1899–1990)
- 1957–1958: Nikolaus Schreiner (1914–2007)
- 1957–1959: Kurt Conrad (1911–1982)
- 1958–1980: Werner Wilhelm (1919–2006)
- 1959: Rudolf Recktenwald (1920–2010)
- 1959–1961: Robert Bach (1901–1976)
- 1961–1967: Rudolf Hussong (1903–1967)
- 1961–1976: Alwin Kulawig (1926–2003)
- 1965–1990: Alwin Brück (1931–2020), Parlamentarischer Staatssekretär im Bundesministerium für wirtschaftliche Zusammenarbeit und Entwicklung (1974–1982)
- 1967–1969: Andreas Baltes (1930–2001)
- 1969–1974: Günter Slotta (1924–1974)
- 1974–1980: Helwin Peter (* 1941)
- 1976–1985: Hajo Hoffmann (1945–2024)
- 1980–2002: Lothar Fischer (1942–2013)
- 1980–2013: Ottmar Schreiner (1946–2013), Bundesgeschäftsführer  (1998–1999)
- 1985–1987: Fred Ranker (1930–2009)
- 1987–1990: Margit Conrad (* 1952)
- 1994, 1998–1999: Oskar Lafontaine (* 1943), Bundesvorsitzender (1995–1999) und Bundesminister der Finanzen (1998–1999)
- 1990: Ursula Kugler (1939–2023)
- 1990–1994: Michael Habermann (* 1955)
- 1990–2002: Jutta Müller (1957–2019)
- 1990–2005: Hans Georg Wagner (1938–2025), Parlamentarischer Staatssekretär im Bundesministerium der Verteidigung (2002–2005)
- 1990–1998 und 2002–2017: Elke Ferner (* 1958),  Parlamentarische Staatssekretärin im Bundesministerium für Familie, Senioren, Frauen und Jugend (2013–2017)
- 1999–2002: Gudrun Roos  (* 1945)
- 2002–2009 und 2013: Astrid Klug (* 1968) Bundesgeschäftsführerin (2009–2012)
- 2005–2009: Rainer Tabillion (* 1950)
- 2013–2014: Reinhold Jost (* 1966)
- 2013–2017: Heidtrud Henn (* 1962)
- 2014–2025: Christian Petry (* 1965)
- 2017–2022: Heiko Maas (* 1966)
- 2023–2025: Emily Vontz (* 2000)

## Ehemalige Abgeordnete der saarländischen SPD im Europäischen Parlament
- 1999–2019: Jo Leinen (* 1948)